# Partido de Acción (1853)
El Partido de Acción (en italiano: Partito d'Azione) fue un partido político preunitario italiano activo durante el Risorgimento. Fue el primer partido organizado en la historia de Italia.

## Historia
Tras el fracaso de las revoluciones italianas de 1848, La Joven Italia de Giuseppe Mazzini se disolvió como organización política para formar la Asociación Nacional Italiana (en italiano: Associazione Nazionale Italiana), la cual estaba liderada por Mazzini.
Durante el período 1848-1849, la Asociación Nacional Italiana compitió contra el rival Partido Moderado dirigido por Vincenzo Gioberti y Massimo d'Azeglio que ganó las elecciones en el Reino de Cerdeña y estableció un nuevo gobierno. Después de algunos años de actividades débiles, la Asociación Nacional Italiana fue rebautizada en 1853 por Mazzini a Partido de Acción, que publicó el folleto-manifiesto "A los italianos" (Agli Italiani) e invitó a los italianos a iniciar varias organizaciones rebeldes y republicanas. Esta táctica se modificó tras la fallida invasión de Sapri del mismo año, donde murió Carlo Pisacane.
En 1860, el Partido de Acción financió la creación de un grupo paramilitar liderado por Giuseppe Garibaldi llamado Camisas rojas (Camicie rosse). Los Camisas rojas se vuelven particularmente famosos por la Expedición de los Mil, cuando Garibaldi conquistó en pocos meses todo el Reino de las Dos Sicilias y los Estados Pontificios. En este período, el Partido de Acción se opuso fuertemente al Partido Moderado y su nuevo líder Camillo Benso di Cavour, quien era cercano a la Casa de Saboya. Mazzini odiaba particularmente la guerra de anexión, la falsificación de los referéndums y la piamontización de Italia que ignoraba las diversas diversidades de una Italia unificada. El Partido de Acción fundó las primeras sociedades de ayuda mutua, asociaciones de trabajadores, escuelas públicas y cooperativas. En 1861, Mazzini fundó el periódico del Partido de Acción, L'Unità italiana. En 1867, el Partido de Acción intentó concluir la Guerra de Unificación y apoderarse de Roma con la Batalla de Mentana, que fracasó. Decepcionado, Mazzini disolvió el Partido de Acción y se retiró de la política. En 1870, Roma fue capturada y se convirtió en la capital del Reino de Italia.
En 1877, Agostino Bertani, un exmiembro del Partido de Acción, dejó la Izquierda histórica para formar la Extrema izquierda histórica, reputada como la verdadera heredera del Partido de Acción.

## Propuestas y objetivos
- Unificación de Italia, incluidas las "Tierras Irredentas".[2]
- Abolición de la monarquía y creación de una república.
- Elecciones con sufragio universal.
- Apoyo a la libertad de religión, prensa, expresión y pensamiento.
- Creación de los Estados Unidos de Europa.

## Resultados electorales
| Cámara de Diputados |              |     |         |     |                  |
| Año electoral       | Votos        | %   | Escaños | +/− | Líder            |
| 1861                | 5.510 (3.º)  | 2,3 | 14/443  | –   | Giuseppe Mazzini |
| 1865                | 13.242 (3.º) | 3,5 | 15/443  | 1   | Giuseppe Mazzini |

1. 1 2  Estimado